# Христо Новаков
Христо Петков Новаков е български офицер, генерал-майор от запаса.

## Биография
Роден е на 9 ноември 1891 г. в Габрово. През 1915 г. завършва Военното училище в София. Между 1938 и 1940 г. е командир на Двадесет и седми пехотен чепински полк. От 14 септември 1944 г. е назначен за инспектор на пехотата. Между 14 септември 1944 - 15 декември 1944 е командир на дванадесета пехотна дивизия. След това от 15 декември 1944 е назначен за командир на седма пехотна рилска дивизия. Носител е на орден „За храброст“, III степен, 2 клас.. През 1945 г. преминава в запаса.

## Военни звания
- Подпоручик (25 август 1915)
- Поручик (30 май 1917)
- Капитан (1 май 1920)
- Майор (15 май 1930)
- Подполковник (26 август 1934)
- Полковник (3 октомври 1938)
- Генерал-майор от запаса (3 март 1946)